# Casuarina glauca
Casuarina glauca es una especie de Casuarina nativa de la costa este de Australia. Se encuentra desde el centro de Queensland al sur de Nueva Gales del Sur. Se ha naturalizado en el Everglades en Florida, donde se considera una mala hierba.

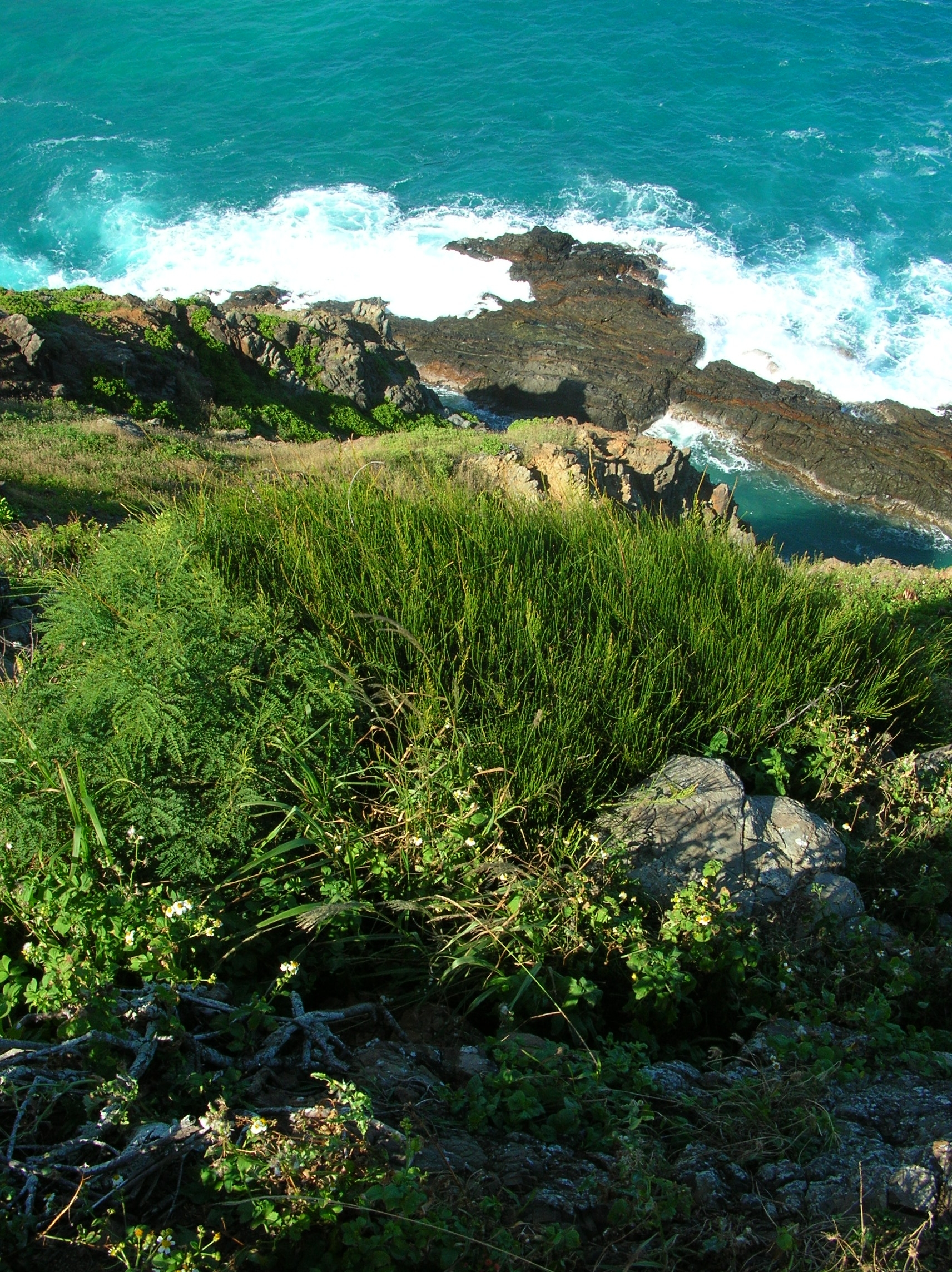
Vista de la planta

Las larvas de la polilla Pernattia pusilla, se alimentan de C. glauca.

## Propiedades
C. glauca es una planta actinorrícica que produce nódulos fijadores de nitrógeno en raíces infestadas por Frankia. Hay un patrón regular de capas de células que contienen flavanos. Aunque no es una leguminosa, C. glauca, produce una hemoglobina (no una leghemoglobina) en sus nódulos de las raíces simbióticas.

## Taxonomía
Casuarina glauca fue descrito por Sieber ex Spreng. y publicado en Systema Vegetabilium, editio decima sexta 3: 803. 1826.
Sinonimia
- Casuarina obtusa Miq.
- Casuarina torulosa Miq.[6]